# Víctor José Amador Purificación
Víctor José Amador Purificación (n. 20 de abril de 1908 - f. 9 de enero de 1994), pintor español, natural de Talavera la Real, en la provincia extremeña de Badajoz.
Considerado en la actualidad como uno de los mejores retratistas españoles del siglo XX, ha sido sin embargo una figura prácticamente desconocida en su tiempo como consecuencia de una vida austera y tremendamente discreta, dedicada a su trabajo y a la búsqueda de la perfección técnica, la maestría de los grandes clásicos, que convirtió en su meta personal.
Autor prolífico, trabajó prácticamente todos los géneros de la pintura, del paisaje a la naturaleza muerta, los apuntes costumbristas, la ilustración y el diseño. Maestro del retrato, se formó en sus comienzos en la Escuela de Artes y Oficios de Badajoz durante su juventud, donde fue alumno predilecto de Adelardo Covarsí, continuando su formación en la Academia de Bellas Artes de Sevilla a mediados de los años 20 y concluyendo en Escuela de Bellas Artes de San Fernando en Madrid. Alcanzó tal perfección en la captación de los rasgos físicos y psicológicos de sus modelos que conseguía evocar emociones y sentimientos ante sus cuadros como si se tratara realmente de la persona representada.
No se conoce el alcance de su obra en su totalidad, recientemente en vías de investigación, pero puede afirmarse que a lo largo de sus más de 60 años de actividad artística, realizó varios cientos de óleos y al menos 2000 dibujos con una maestría singular.
- Datos: Q6165569